# مارك راندولف
مارك بيرنيز راندولف (من مواليد 29 أبريل 1958) هو رجل أعمال ومستشار ومتحدث أمريكي في مجال التكنولوجيا. وهو المؤسس المشارك والرئيس التنفيذي الأول لشركة نتفليكس.
نسب إليه الفضل ساعد في تأسيس النسخة الأمريكية من مجلة مكوورلد وشركات الطلب عبر البريد عبر الكمبيوتر Ordinal MacWarehouse وMicroWarehouse يعمل راندولف الآن في مجالس إدارة Looker Data Sciences وChubbies Shorts. وقد عمل سابقًا في مجالس إدارة شركات Getable وRafter وReadyForce.

## وصلات خارجية
- مارك راندولف على موقع IMDb (الإنجليزية)

- الموقع الرسمي